# نهر إدوارد - نيوساوث ويلز

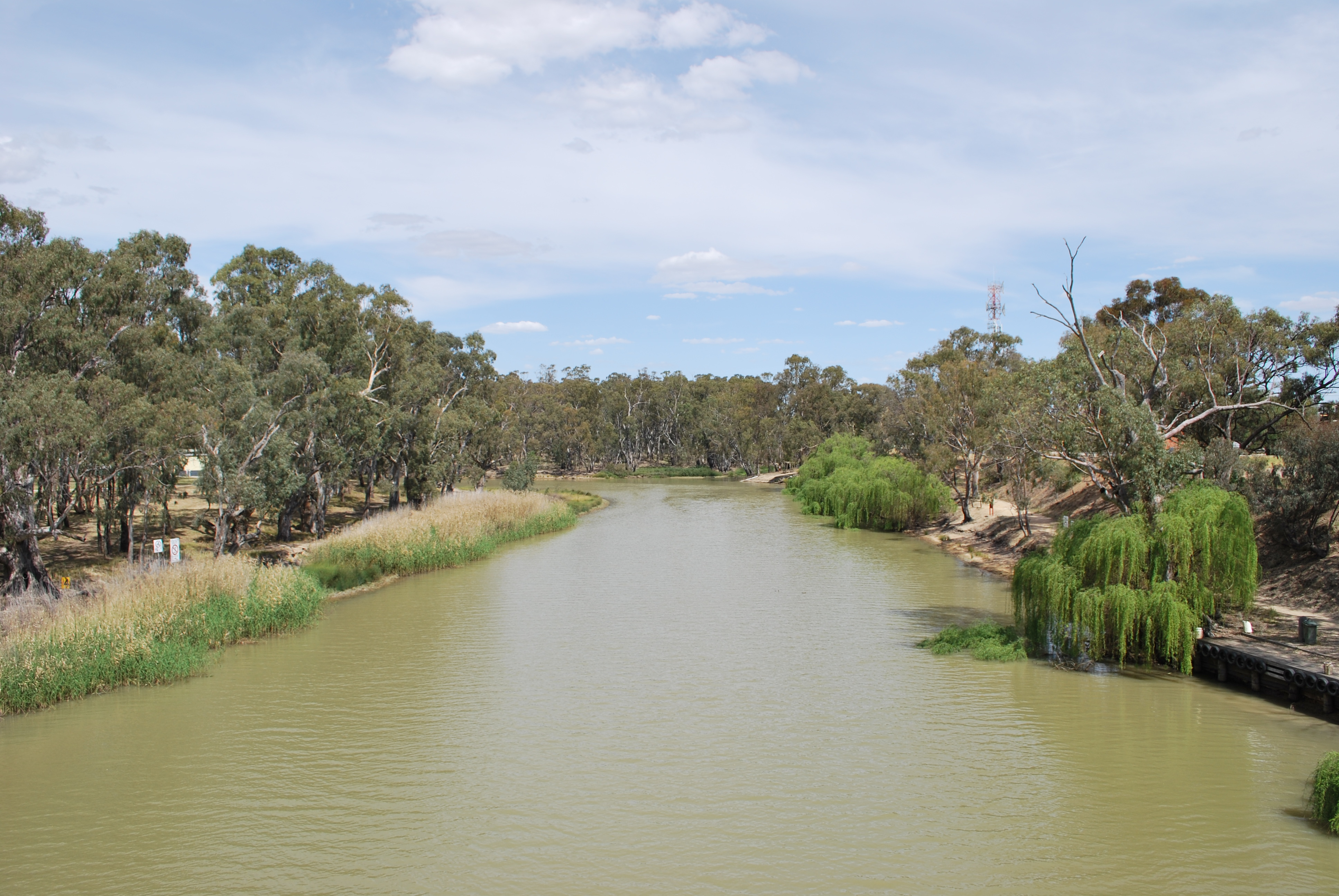
نهر إدوارد

نهر إدوارد (بالإنجليزية: Edward River)‏ هو نهر في المنطقة الجنوبية الغربية من ريفيرينا نيو ساوث ويلز، أستراليا. النهر هو فرع من نهر موراي (بالإنجليزية: Murray River)‏، أطول نهر في أستراليا. يبدأ النهر في نقطة بيكنك (بالإنجليزية: Picnic)‏، ثم يتحرك إلى الشمال الغربي ويمر عبر غابة النهر الأحمر (بالإنجليزية: River red gum forest)‏ قبل أن يصل إلى منطقة دينليكون (بالإنجليزية: Deniliquin)‏, ثم ينضم إلى نهر واكول (بالإنجليزية: Wakool River)‏, قبل أن يعيد دخوله إلى نهر موراي.